# Самойлов, Владимир Сергеевич
Владимир Сергеевич Самойлов  (пол. Władimir Siergiejewicz Samojłow, род. 13 мая 1999 года в Москве, Россия) — польский фигурист, выступающий в мужском одиночном катании. Он — четырёхкратный чемпион Польши (2022—2025), победитель турнира серии «Челленджер» Warsaw Cup (2024). До 2021 года представлял Россию.
По состоянию на 8 мая 2025 года занимает 25-е место в рейтинге Международного союза конькобежцев.

## Биография
Владимир Самойлов родился 13 мая 1999 года в Москве.

## Карьера

### Ранние годы
Владимир начал кататься на коньках в 2003 году в спортивной школе ЦСКА в Москве под руководством Ирины Галустян. С ней он оставался до 2009 года, после чего несколько раз менял тренеров, перейдя к Елене Соколовой на сезон 2009–2010, Анастасии Тимофеевой на сезон 2010–2011 и Ирине Смирновой на лето 2011 года. Далее он вернулся в ЦСКА, чтобы тренироваться под руководством Инны Гончаренко.
С Гончаренко он проработал до сезона 2016–2017, после чего перешёл в «Самбо-70», чтобы тренироваться под руководством Этери Тутберидзе, Сергея Дудакова и Даниила Глейхенгауза. В этой группе Самойлов проработал всего один сезон без особых успехов из-за полученной там травмы спины, которая помешала ему нормально тренироваться. Он подумывал об завершении карьеры, прежде чем в конце концов перешёл в новую Академию «Ангелы Плющенко» Евгения Плющенко в августе 2017 года.

### Выступления за Россию
После четырёх лет выступлений на юниорских этапах Гран-при Владимир завоевал свою первую медаль JGP в октябре 2017 года на турнире в Энье. Самойлов выиграл короткую программу с результатом 77,65 балла, но в произвольной программе после серии падений стал третьим. В итоге он выиграл серебряную медаль, уступив Маттео Риццо и опередил бронзового призёра американца Томоки Хиваташи.
На чемпионате России Владимир показал свой лучший результат в карьере на соревнованиях среди взрослых, заняв шестое место в общем зачёте, что является значительным улучшением по сравнению с его прошлогодним семнадцатым место.
Самойлов покинул сборы Плющенко летом перед началом сезона 2018–2019 вслед за помощниками тренера Алексеем Василевским и Юлией Лавренчук. В этом сезоне он выступал только внутри страны, заняв одиннадцатое место на чемпионате России.
Перед началом сезона 2019–2020 Самойлов снова сменил тренера, на этот раз перейдя тренироваться под руководством Виктории Буцаевой. Он снова квалифицировался на национальный чемпионат, но финишировал только пятнадцатым.
Следующий сезон Владимир Самойлов пропустил, но продолжал тренироваться под руководством Буцаевой. 18 мая 2021 года российские СМИ начали сообщать, что Самойлов обратился в Федерацию фигурного катания на коньках России с просьбой о переходе под флаг Польши. Владимир подтвердил переход в интервью Sport-Express.ru.

### 2021/2022: дебют за сборную Польши
Из-за перехода под флаг Польши Федерация фигурного катания на коньках России запретили Владимиру тренироваться в России и он был вынужден уйти от тренера Виктории Буцаевой. Он переехал в Италию в город Энья и начал тренироваться под руководством тренеров Лоренцо Магри и Ангелина Туренко в октябре 2021 года. Он должен был дебютировать внутри страны, представляя Польшу на открытии сезона Федерации в начале сентября, но отказался от участия до начала соревнований из-за недостаточного времени на подготовку. Позже он получил свое первое международное задание в Польше - Golden Spin of Zagreb. В Загребе Самойлов занял восемнадцатое место.
В следующие выходные Владимир впервые в карьере стал чемпионом Польши. Несмотря на свою победу, Самойлов остался в запасе мужской сборной Польши на чемпионате Европы 2022 года.
Следующим турниром для Владимира стали соревнования на Bavarian Open в январе. Он занял третье место в короткой программе, но поднялся на первое место в произвольной программе и завоевал титул, опередив австрийца Люка Майерхофера и Кая Ягоду из Германии.
Так как среди польских фигуристом технический минимум имелся только у Владимира, он поехал на чемпионат мира в Монпелье в конце марта. Он выполнил запланированный тройной аксель в короткой программе, а позже упал во время дорожки шагов. Он набрал 60,71 балла и не прошёл в произвольную программу, заняв двадцать седьмое место.

### 2022/2023
Владимир выступил на трёх турнирах серии «Челленджер». Сначала он стал шестым на Мемориале Ондрея Непелы, затем седьмым в Будапшете и на Warsaw Cup. На национальном чемпионате Владимир одержал уверенную победу, а также стал чемпионом на чемпионате четырех стран 2023 года, в котором, помимо фигуристов Польши, принимают участия спортсмены из Словакии, Чехии и Венгрии.
В январе 2023 фигурист дебютировал на чемпионате Европы. В короткой программе он финишировал шестым, установив при этом новый личный рекорд - 78,26 балла. В произвольной программы из-за травмы спины ему не удалось закрепить успех и он опустился на семнадцатое место.
Чемпионат мира для Владимира закончился после короткой программы, где он стал тридцать третьим.

### 2023/2024

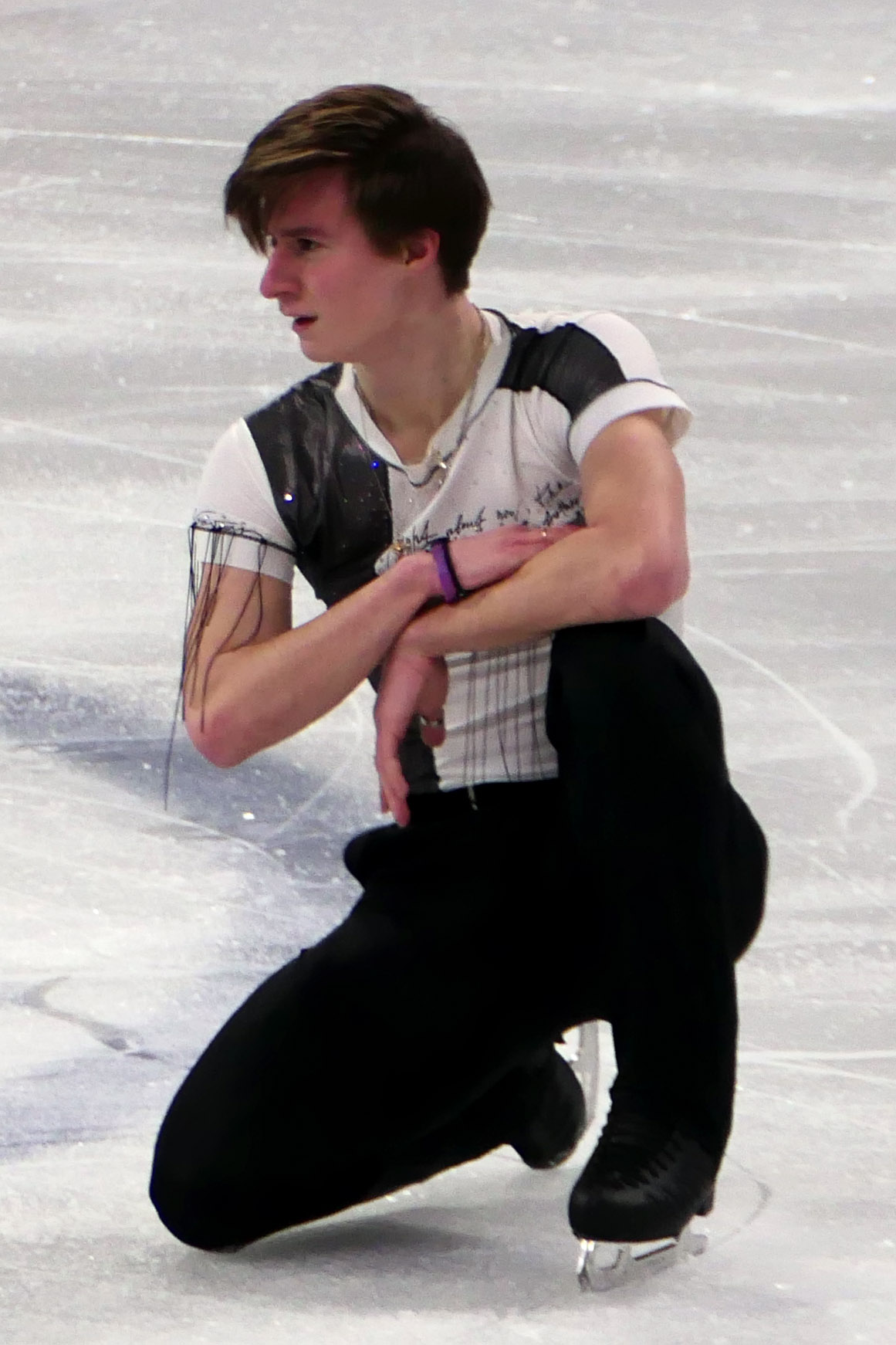
Чемпионат мира (2024)

Как и год назад, Владимир начал свой сезон с выступлений на «Челленджерах». На Мемориале Ондрея Непелы он оказался десятым, в Будапшете шестым. Далее он отправился на чемпионат Польши, где стал трёхкратным чемпионом страны. В декабря вновь выступил на «Челленджере» в Загребе, где вошёл в топ-5.
В начале 2024 года польский фигурист выступил на чемпионате Европы. После короткой программы он шёл шестнадцатым, но в произвольной программе ему удалось показать сильное выступление. Он допустил ошибку только на первом прыжке сделал одинарный лутц вместо четверного, что не помешало ему сделать чисто оставшуюся часть программы. Владимир установил два новых личных рекорда: за произвольную (159,12 балла) и за общую сумму (230,17). Он сказал, что «для него это большая победа перегруппироваться и выполнить остальные сложные элементы» после первой грубой ошибки.
На мировом первенстве ему снова не удалось попасть в произвольную программу, закончив турнир на тридцать первой позиции.

### 2024/2025: победа на «Челленджере», олимпийская квалификация

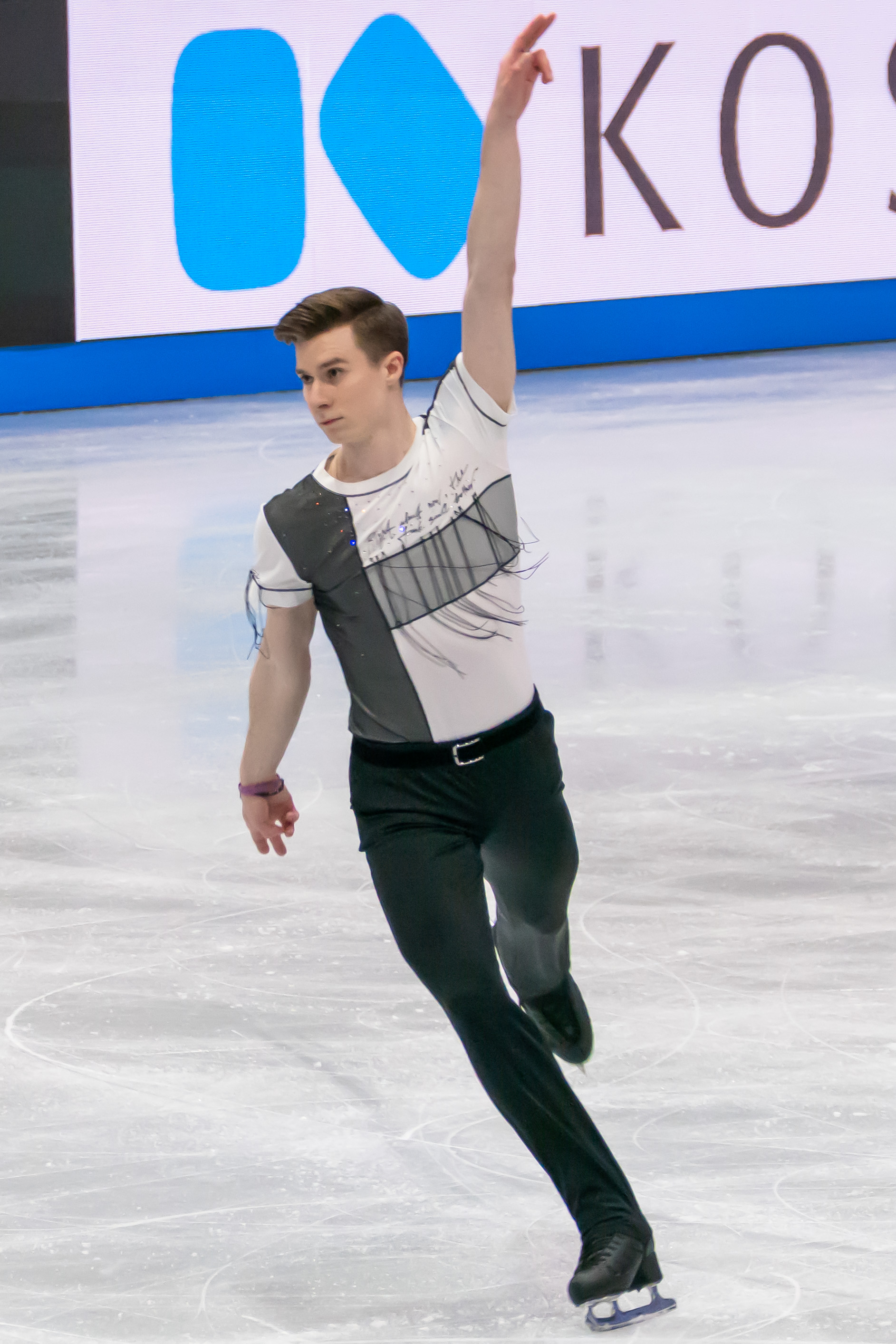
Владимир в 2025 году

Предолимпийский сезон Владимир начал на турнире серии «Челленджер» Budapest Trophy, где занял восьмое место. В ноябре Самойлов дебютировал на этапе Гран-при. На Finlandia Trophy фигурист из Польши стал восьмым. Через неделю Владимир выиграл свой первый «Челленджер» в карьере, одержав победу на домашнем турнире в Варшаве, установив при этом новые личные рекорды в короткой программе и за общую сумму баллов.В декабря выступил на «Челленджере» в Загребе, где занял шестое место. Через две недели Владимир стал четырёхкратным чемпионом Польши.
В конце января 2025 года Владимир Самойлов выступил на чемпионате Европы. В короткой программе он неожиданно занял третье место, выиграв малую бронзовую медаль, установив при этом новый личный рекорд в короткой программе 85,98 балла. В произвольной программе польскому фигуристу не удалось удержаться в тройке лучших и он замкнул топ-10.
На чемпионате мира, который в конце марта прошёл в Бостоне, разыгрывались первые олимпийские путёвки. Владимиру впервые в карьере удалось пройти в произвольную программу на мировом первенстве. По итогам двух программ он занял двадцать третье место и  благодаря этому результату сборная Польши впервые с 2010 года будет представлена в мужском одиночном катании на зимних Олимпийских играх, которые через год пройдут в Милане.

## Программы
| Сезон     | Короткая программа                                           | Произвольная программа |
| --------- | ------------------------------------------------------------ | --- |
| 2024/2025 | - Weapon of Choice - The Rockafeller Skank Fatboy Slim       | - Lay My Body Down Rag'n'Bone Man - Human (Epic Cover) Rag'n'Bone Man в исполнении Really Slow Motion                                      |
| 2023/2024 | - Weapon of Choice - The Rockafeller Skank Fatboy Slim       | - Le temps de cathédrales - Les sans-papiers - Danse mon Esmeralda (из мюзикла «Нотр-Дам де Пари») Риккардо Коччанте                       |
| 2022/2023 | - Money Pink Floyd                                           | - Le temps de cathédrales - Les sans-papiers - Danse mon Esmeralda (из мюзикла «Нотр-Дам де Пари») Риккардо Коччанте                       |
| 2021/2022 | - Exogenesis: Symphony Part 3 Muse                           | - Unchained Melody Ричард Флишман - I Had a Life/Suspend My Disbelief (из мюзикла «Привидение») Ричард Флишман, Каисси Леви, Эндрю Лангтри |
| 2019/2020 | - The Prophet Гэри Мур                                       | - Unchained Melody Ричард Флишман - I Had a Life/Suspend My Disbelief (из мюзикла «Привидение») Ричард Флишман, Каисси Леви, Эндрю Лангтри |
| 2018/2019 | - Nemesis Бенджамин Клементин                                | - Poeta En El Mar Висенте Амиго |
| 2017/2018 | - What a Wonderful World - Bibbidi-Bobbidi-Boo Луи Армстронг | - Caruso Хулио Иглесиас |
| 2016/2017 | - Нотр-Дам де Пари Риккардо Коччанте                         | - Inglourious Basterds Эннио Морриконе |

## Спортивные результаты

### За Польшу
| Соревнования                     | 21/22         | 22/23         | 23/24         | 24/25         |
| Международные                    | Международные | Международные | Международные | Международные |
| -------------------------------- | ------------- | ------------- | ------------- | ------------- |
| Чемпионаты мира                  | 27            | 33            | 31            | 23            |
| Чемпионаты Европы                |               | 17            | 8             | 10            |
| Этапы Гран-при: Finlandia Trophy |               |               |               | 8             |
| Челленджеры. Warsaw Cup          |               | 7             |               | 1             |
| Челленджеры. Budapest Trophy     |               | 7             | 6             | 8             |
| Челленджеры. Golden Spin         | 18            |               | 5             | 6             |
| Челленджеры. Nepela Memorial     |               | 6             | 10            |               |
| Bavarian Open                    | 1             |               |               |               |
| Challenge Cup                    |               | 12            | 5             |               |
| Volvo Open Cup                   |               | 1             | 1             | 2             |
| 2 Road to 26 Trophy              |               |               |               | 5             |
| Национальные                     |               |               |               |               |
| Чемпионаты Польши                | 1             | 1             | 1             | 1             |
| Чемпионат четырёх наций          | 3             | 1             | 3             | 3             |

### За Россию
| Соревнования      | 14/15         | 15/16         | 16/17         | 17/18         | 18/19         | 19/20         |               |
| Международные     | Международные | Международные | Международные | Международные | Международные | Международные | Международные |
| ----------------- | ------------- | ------------- | ------------- | ------------- | ------------- | ------------- | ------------- |
| Гран-при Эстонии  | 6 юн.         |               |               |               |               |               |               |
| Гран-при Италии   |               |               |               | 2 юн.         |               |               |               |
| Гран-при Испании  |               | 6 юн.         |               |               |               |               |               |
| Ice Star          |               |               |               | 1             |               |               |               |
| Национальные      |               |               |               |               |               |               |               |
| Чемпионаты России |               |               | 17            | 6             | 11            | 15            |               |
| Первенство России | 4             | 18            |               | 7             |               |               |               |
| юн. — юниоры      |               |               |               |               |               |               |               |